# Mondgesicht

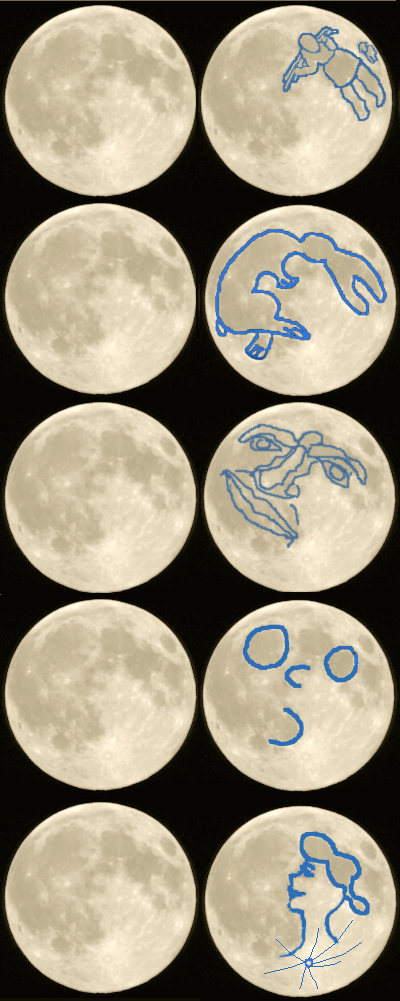
Mögliche Mondgesicht-Interpretationen – von oben nach unten: „Mann/Frau mit Brennholz“,„Mondhase“, „Gesicht“ (2×) und die „Frau im Mond“

Das Mondgesicht oder der Mann im Mond ist eine scheinbare Figur auf der Mondscheibe, die an ein menschliches Gesicht erinnert und historisch in der Folklore verschiedener Kulturen der Erde unterschiedlich interpretiert wurden und werden.

## Entstehung
Die Vorstellung des Mondgesichts wird als Pareidolie durch die Form einiger „Mondmeere“, die Vielzahl der Krater und die jeweils unterschiedlich starke Reflexion bzw. Absorption des Sonnenlichts – die Albedo – der beiden Mondgesteinsarten („Lunarit“, „Lunabas“) bei Vollmond erzeugt. Die dunkleren Stellen wecken dabei Assoziationen an ein menschliches Antlitz. Auf vielen Bildern wird der Mond (wie auch die Sonne) deshalb mit einem Gesicht dargestellt. Die Symbole für Vollmond, Halbmond und Neumond tragen beispielsweise auf vielen Uhren und Kalendern ein Gesicht; ebenso der Mond in der Heraldik. Manchmal wurde auf Grund dieses menschenähnlichen Aussehens der Mond in Kulturen des Altertums auch als göttliches Wesen verehrt.
Strukturen, die als Mondgesichter gedeutet werden können, sind einerseits im – frontal beleuchteten – Vollmond zu sehen, andererseits um Halbmond. Dann liegen Geländestrukturen auf der Mondvorderseite im hier streifend einfallenden Sonnenlicht; Sonnenhänge erscheinen hell, abgeschattete Flächen hingegen dunkel, mit hohem Kontrast werden so andere Konturen gezeichnet, die sich überdies mit dem Mondphasen-Alter stark verändern. Besonders markant treten diese Strukturen hervor, wenn die Mondsichel schmäler als halb ist. So können mit etwas Fantasie eine Nase, Lippen mit Mund, ein Meer innerhalb der ganz beschienen Sichel als Auge gesehen werden und die Vorstellung eines Gesichts in Seitenansicht ist perfekt. Dementsprechend wird der Mond häufig als Sichel zumindest mit Nase dargestellt und sofort als solcher erkannt. Streiflicht ist insbesondere in der Schwarz-Weiß-Fotografie ein Mittel, um kleine Oberflächenstrukturen plastisch herauszustellen.

## Interpretationen
- Bei den Sprechern germanischer Sprachen weit verbreitet ist die Interpretation der Mondoberflächenstruktur als Mann. Neben der optischen Interpretation spielt auch die Ähnlichkeit oder manchmal sogar Identität der germanischen Wörter für „Mann“ und für „Mond“ eine grundlegende Rolle.[2] In verschiedenen Märchen wird dieser Mann als Mann mit Reisigbündel gesehen, der am Sonntag Reisig geschnitten hat und zur Strafe für den Bruch des Sonntagsarbeitsverbots für ewige Zeiten auf den Mond versetzt wurde.[3]  Die älteste Version wurde 1803 von Johann Peter Hebel in: Allemannische Gedichte. Für Freunde ländlicher Natur und Sitten. Karlsruhe 1803. (anonym) veröffentlicht. Sie wurde dann von vielen Autoren aufgegriffen, so von den Gebrüdern Grimm ab 1857. Bekannt ist die Version Das Märchen vom Mann im Monde von Ludwig Bechstein von 1853.[4] Eine weitere Version findet sich in Peterchens Mondfahrt.
- In der nordischen Mythologie sieht man im Mond Bil und Hiuki mit Eimer und Eimerstange.
- Der „Hase im Mond“ ist ein allgemein in Ostasien verwendetes Bild, das im Mond erkannt wird – vergleiche „Jadehase (Yutu)“ in China, „Tsuki no Usagi“ in Japan, „Dal Tokki“ in Korea etc. Ein ähnliches Bild gibt es bei mehreren präkolumbianischen mesoamerikanische Kulturen, wie z. B. den Azteken. Diese sahen allerdings ein Kaninchen im Mond, wie sich auch in manchen aztekischen Namen zeigt.

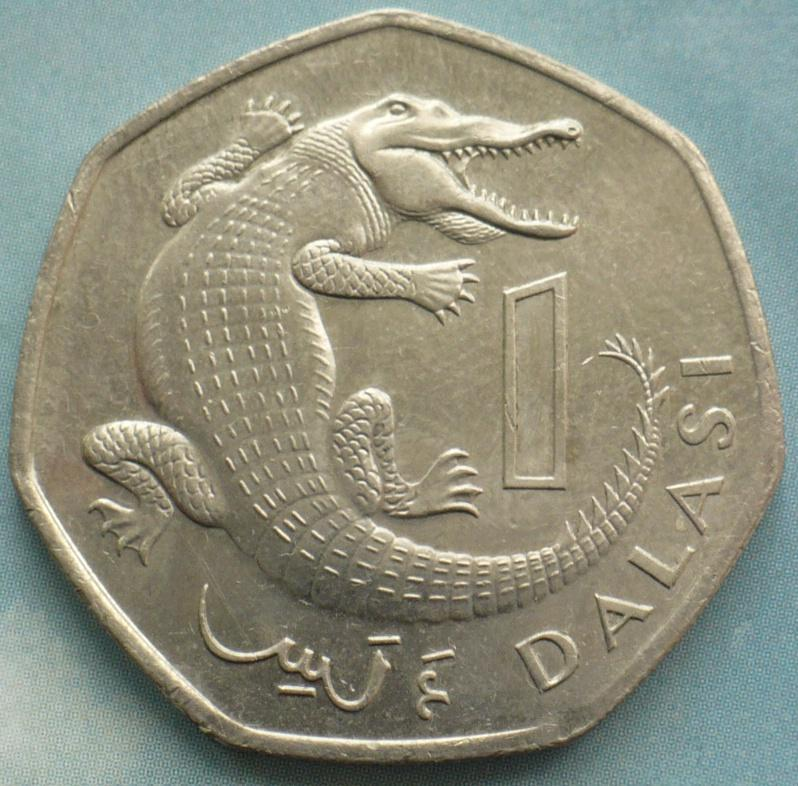
Krokodil (Dalasi)

- Die Westafrikaner aus Gambia sehen dagegen ein „Krokodil im Mond“. Der Ober- und Unterkiefer entspricht dabei den Hasenohren der asiatischen Interpretation.

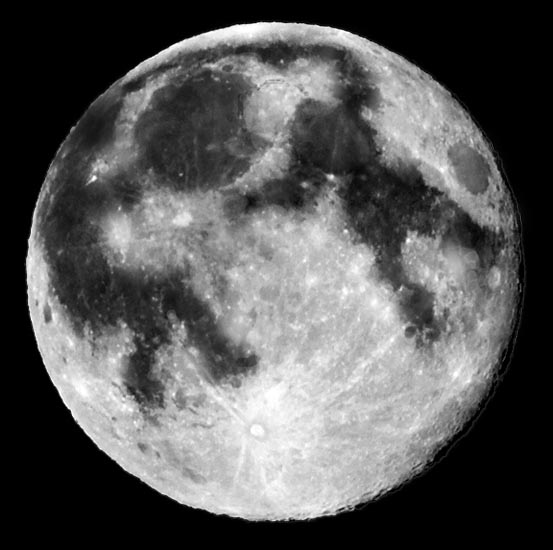
Bil und Hiuki

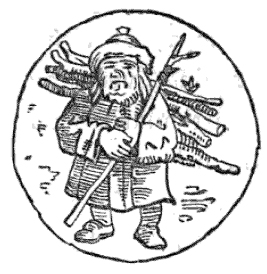
Mann im Mond mit Reisigbündel

- In Südafrika wird im Mond dagegen eine Frau gesehen, die Brennholz auf dem Rücken trägt.
- Einige Philosophen der Antike meinten, dass sich im Mond das Antlitz der Erde spiegelt. Sie hielten die vorherrschenden hellen Flächen für den Widerschein der stark reflektierenden Ozeane und die dunklen Flecken für ein Spiegelbild der irdischen Länder.
- Andere Gelehrte der Antike, wie der Schriftsteller Plutarch in seinem Werk Über das Antlitz des Mondes, aber auch der Renaissance, wie der Astronom Johannes Kepler, glaubten dagegen, dass es sich bei den dunkleren Stellen des Mondes um die Mondmeere handeln würde.

## Das Mondgesicht in Literatur und Musik
Vor allem in Gedichten und Liedern für Kinder spielt das Mondgesicht eine Rolle. Daneben wurde die Personifikation des Mondes aber auch von sehr vielen ernsten Dichtern aufgegriffen. Die Gestalt des Mondes ist meistens positiv besetzt. Eine Ausnahme bildet Peterchens Mondfahrt.
- Volkstümlich bekannter Sprechgesang, der mit einem Finger symbolisch untermalt wird: „Punkt, Punkt, Komma, Strich – fertig ist das Mondgesicht.“
- François Boucq, Face de Lune (dt.: Mondgesicht)
- Das Mondgesicht, Kinder- und Jugendliteratur von Gerda Marie Scheidl existiert in japanischer (Marion-no-otsukisama), slowenischer (Luncek), niederländischer (Het maanportret), finnischer (Paperikuu), dänischer (Måneansigtet) Sprache
- Mondgesicht, Erzählungen von Jack London
- Frau Luna, Operette von Paul Lincke, UA 1899 in Berlin
- Goethe dichtet in West-östlicher Divan im Gedicht „Nachklang“:

Laß mich nicht so der Nacht, dem Schmerze,

Du Allerliebstes, du mein Mondgesicht!

O du mein Phosphor, meine Kerze,

Du meine Sonne, du mein Licht!
Liedtitel mit Namen „Mondgesicht“ oder „Mann im Mond“ werden von folgenden Interpreten gesungen:
- Fettes Brot – Supermann und Mondgesicht aus dem Album Außen Top Hits, innen Geschmack
- Andy Knote auf dem Album Arts of Toyco / Anime Hits
- Detlev Jöcker – Ich kenn ein kleines Mondgesicht aus dem Album Für süße Träume
- Engelbert sang den Titel „It's only me and you under the man in the moon“
- Von Heino Gaze stammt der Schlager „La-Le-Lu, nur der Mann im Mond schaut zu“
- Vom Sänger Gus Backus gab es den Titel „Der Mann im Mond“ sogar zweimal, einmal 1961 zu Beginn des Apollo-Programms und einmal in einer überarbeiteten Version nach der Mondlandung 1969.
- Megaherz – Mann im Mond aus dem Album Götterdämmerung
- Die Prinzen singen Mann im Mond auf dem Album Das Leben ist grausam
- Unheilig – Der Mann im Mond aus dem Album Das 2. Gebot
- Markus und Nena: Kleine Taschenlampe brenn’ interpretiert die Vorstellung eines Mannes im Mond.
- IC Falkenberg – Mann im Mond auf dem Album „Traumarchiv“
- Audio88 & Yassin, Döll, Mädness – Mann im Mond auf dem Album „Normaler Samt“

## Das Mondgesicht in Film und Fernsehen
- Die Reise zum Mond (Originaltitel: Le voyage dans la Lune) von Georges Méliès aus dem Jahr 1902; eine der berühmtesten Szenen des Science-Fiction-Films stellt das Mondgesicht dar
- Der Mann im Mond (Film) (Originaltitel: The Man in the Moon) von Robert Mulligan aus dem Jahr 1991
- Der Mondmann (1999) (Originaltitel: Man on the Moon) von Miloš Forman über Andy Kaufman
- Mondmann von Fritz Böhm aus dem Jahr 2007; Kurz- und Kinderfilm, in welchem der Mondmann als handelnde Person auftritt
- Der Mondmann (2012)

In dem Film Die Hüter des Lichts ist der Mann im Mond ein höheres Wesen, welches die titelgebenden Lichthüter auswählt.